# Liste des épisodes de La Famille Serrano

Cette page recense la liste des épisodes de la série télévisée La Famille Serrano.

## Première saison
1. Les Joies du mariage (Ya s'han casao)
2. Un père parfait (Un padre perfecto)
3. Paris sera toujours Paris (Siempre nos quedará París)
4. L'Athlétique de Saint-Juste (El Atlético de Santa Justa)
5. Tu me plais quand tu te tais  (Me gusta cuando callas)
6. Les Mille et une façons de cuisiner la raie (Cien maneras de cocinar la trucha)
7. Ne me prends pas pour un idiot (No me llames iluso)
8. La nuit du perroquet(La noche del loro)
9. Le Surdoué (Superdotado)
10. Le Roi et moi (El Rey y yo)
11. Une nuit dans Mogambo (Una noche en Mogambo)
12. Benny, Tonny et Marky(Benny, Tonny y Marky)
13. La Guerre des Martinez (La guerra de los Mártinez)

## Deuxième saison
1. Bienvenue oncle Francisco (Bienvenido, tío Francisco)
2. Des félicitations par le programme(Enhorabuena por el programa)
3. Le cinquième sens (El quinto sentido)
4. L'amour n'a pas d'âge (Trigo limpio)
5. Santiago retourne à l'école (Santiago vuelve a la escuela)
6. La guerre des sexes (Donde hay jamón hay ilusión)
7. Bienvenue oncle Francisco (Sodoma y Gomera)
8. Le regard du tigre (La mirada del tigre)
9. Les cendres de Marta (Eva al desnudo)
10. Un père pour tous (El rey de espadas)
11. Un mec bien ? (Casado y monógamo)
12. Santiago retourne à l'école (Sólo puede quedar uno)
13. Nathalie (Natalie)
14. Le carnaval vénitien (El carnaval veneciano)
15. Que le toréador combatte (Los toros de Santa Justa)
16. La cassette de Ferni (Ser o no ser... taladrador)

## Troisième saison
1. La confession de Guillé (Yo confieso)
2. Le trottoir d'en face (El otro lado de la acera)
3. Les ponts de Burundi (Los puentes de Burundi)
4. La petite cochonaille (La Jamoneta)
5. La pratique du mariage (El uso del matrimonio)
6. Le cœur brisé (Corazón partío)
7. Titre français inconnu (Recuerdos de Segovia)
8. Secouez le prunier (El ciruelo)
9. Retour au lycée (La vuelta al cole)
10. Titre français inconnu (Nunca subestimes el poder de un ñu)
11. Les bestioles de Ferni (La bicha)
12. Spanish massepain (Spanish mazapan)
13. A la découverte de Marta (Descubriendo a Marta)
14. Le Don Quichote de Santa Justa
15. Titre français inconnu (El fluido básico)

## Quatrième saison
1. Santiago gigolo (Santiago Gigoló)
2. Titre français inconnu (Ni media ni guarra)
3. Titre français inconnu (El Conde du Mamarrach)
4. Depuis Londres avec amour (Desde Londres con amor) La lettre de londres
5. Titre français inconnu (Ante la duda...)
6. la donneuse d'organes (La donante de órganos)
7. Titre français inconnu (El lecho mancillado)
8. Titre français inconnu (La culpa es yo)
9. Titre français inconnu (Apechugueision)
10. Titre français inconnu (En ocasiones veo Fitis)
11. Love Story (Lobestoris)
12. Cours de littérature (Hay una rosquilla para tí)
13. Déconseillé aux cardiaques (No apto para cardiacos) Christo est victime de racket à l'école
14. Titre français inconnu (Yo azuzo)
15. Titre français inconnu (El día de la chinchilla)
16. Titre français inconnu (El hombre que susurraba a las frutitas)
17. Titre français inconnu (Yo reconozco)
18. Titre français inconnu (¿Quién me pone la pierna encima?)
19. Titre français inconnu (Million Dollar Grogui)
20. Une proposition indécente (Una proposición indecente)
21. Titre français inconnu (Usufructus)
22. Titre français inconnu (El reverso tenebroso)
23. Titre français inconnu (De Santa Justa a Bilbao)
24. Titre français inconnu (Yo de Santa Justa y tú de California)
25. Titre français inconnu (Mainfroilain)
26. chat noir, mariage blanc (Gato negro, casorio blanco)

## Cinquième saison
1. La propriété de notre enfance (¿Quién puede matar a un cerdo?)
2. La malédiction des Capdevilla (La maldición de las Capdevila)
3. Le blues du mariage (El blus del matrimonio)
4. La sécheresse continue (La pertinaz sequía)
5. La chanson d'Africa (Gibraltar español)
6. Quand papa sourit (Cuando padre sonríe)
7. Quand Africa partage (El reparto de África)
8. L'apprenti voleur (El armario empotrado)
9. La force de volonté (La alegría de la huerta)
10. Le concert (Como una ola)
11. Le Cain (Las de Caín)
12. Adieux Candela (Ay, Candela)
13. Le taureau par les cornes (El toro por los cuernos)
14. Titre français inconnu (Soy nenuco)
15. Titre français inconnu (Qué mal está Ocidente)
16. Toi, tu crois que la police est folle? (¿Tú te crees que la policía es tonta?)
17. Un poisson nommé fructuoso (Un pez llamado Fructu)
18. Titre français inconnu (La culpa fue del centollo)
19. Le premier Serrano à l'Université(El primer Serrano universitario)
20. Titre français inconnu (Tracatrá, suspensos y cintas de vídeo)
21. Tu te rases, Guille ?! (¿Tú te afeitas, Guille?)
22. Mais qui a tué le père ? (Pero, ¿quién mató a padre?)
23. L'appel de la jungle (La llamada de la selva)
24. Le symptôme de Stockholm (El síntoma de Estocolmo)
25. Titre français inconnu (¡Será por dinero!)
26. Le peloton dans la crèche (La jauría del hortelano)

## Sixième saison
1. Titre français inconnu (La pasión según Fructuoso)
2. Titre français inconnu (Aquí huele a perro)
3. Titre français inconnu (Los puentes de la Alcarria)
4. Titre français inconnu (El talonario de Aquiles)
5. Titre français inconnu (Il bambino della strada)
6. Titre français inconnu (Amar es transigir)
7. Titre français inconnu (Los tres cerditos)
8. Titre français inconnu (Paseando a Miss Emilia)
9. Titre français inconnu (El declive del Imperio Serrano)
10. Les faces de l'amour (Las fases del amor)
11. Titre français inconnu (El rastrillo zen)
12. Titre français inconnu (El jamón maltés)
13. Le parrain (El padrino IV)
14. Titre français inconnu (Donde dije digo, digo Diego)
15. Titre français inconnu (Soy Koala)
16. Titre français inconnu (Ese olor tan característico)
17. Titre français inconnu (Charol de leopardo)
18. Titre français inconnu (Breve historia de la filosofía)
19. Titre français inconnu (Algo pasa con Celia)
20. Titre français inconnu (Un año de soledad)
21. Titre français inconnu (La sombra de Candelaria es alargada)
22. Titre français inconnu (La penitencia va por detras)
23. Titre français inconnu (La mano amiga)
24. Titre français inconnu (Siempre positivo, nunca negativo)
25. Titre français inconnu (La parabola del hijo profugo)
26. Titre français inconnu (Dos mujeres y un Serrano)
27. Titre français inconnu (Última llamada para Diego Serrano)

## Septième saison
1. Titre français inconnu (No sin mi hijo)
2. Titre français inconnu (La intimidad es una puerta cerrada)
3. Titre français inconnu (Sopresa, sorpresa)
4. Titre français inconnu (Mientras hay resquemor hay esperanza)
5. Titre français inconnu (Cuando el amor llega así de esta manera)
6. Titre français inconnu (Íntima y femenina)
7. Titre français inconnu (Mayormente, lo que sube, baja)
8. Titre français inconnu (Encontronazos y desencuentros)
9. Titre français inconnu (El camino recto de Santa Justa)
10. Titre français inconnu (¡Pero por qué no te callas!)
11. Titre français inconnu (Matar a un ruiseñor)
12. Titre français inconnu (Papá cumple 50 años)
13. Titre français inconnu (La procesión va por dentro)
14. Titre français inconnu (El síndrome Sarkozy)
15. Titre français inconnu (Al evitamiento por el alejamiento)
16. Titre français inconnu (Los padres de ella)

## Huitième saison
1. Titre français inconnu (Bienvenido al mundo Serrano)
2. Titre français inconnu (La parienta, la cuñada, la suegra y Diego)
3. Titre français inconnu (Tigurón V)
4. Titre français inconnu (La carta de Pandora)
5. Titre français inconnu (Vente pa' mi casa Fiti)
6. Titre français inconnu (Divorcio a la Serrana)
7. Titre français inconnu (Desmontando a Diego)